# Il principe e il povero (film 1977)
Il principe e il povero (The Prince and the Pauper) è un film del 1977 diretto da Richard Fleischer.
Negli Stati Uniti il film fu distribuito con il titolo Crossed Swords.

## Trama
Per sfuggire alle guardie che lo stanno inseguendo, il ladruncolo Tom Canty si infila dentro un camino e da lì cade nella stanza di Edoardo, principe di Galles. Poiché i due si somigliano come gocce d'acqua, il principe propone al furfantello uno scambio di vestiti. Per uno strano scherzo del destino, Edoardo, scambiato per il ladruncolo, viene cacciato dal palazzo mentre Tom si trova costretto a prenderne il posto.
Mentre Tom assaporerà i piaceri che danno il potere e la ricchezza, Edoardo, che nel frattempo ha fatto amicizia con il nobile Miles Hendon, tornato in patria dopo una vita all'estero come soldato di ventura, scoprirà l'esistenza di un mondo fatto di povertà e di ingiustizie. Dopo una serie di avventure, i due giovani riprenderanno i loro relativi ruoli: Edoardo sarà incoronato re e Tom diverrà il suo consigliere.